# 洪润清
洪润清（1971年—），甘肃舟曲人，汉族，中华人民共和国政治人物、第十二届全国人民代表大会甘肃地区代表。
毕业于舟曲县第一中学。2013年，担任全国人大代表。